# Wesel
Wesel é uma cidade da Alemanha, capital do distrito homónimo, na região administrativa de Düsseldorf, no estado de Renânia do Norte-Vestfália.

## Geografia

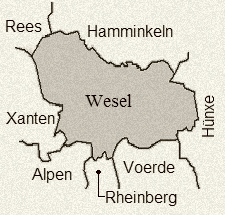
Mapa de Wesel.

A cidade situa-se perto da fronteira com os Países Baixos, na região onde o rio Lippe desemboca no Reno, a 30 km do Vale do Ruhr.

## História
A cidade tem suas origens em terras arrendadas por um senhor feudal franco, mencionada pela primeira vez no século VIII. No século XII tornou-se possessão do Duque de Cleves, situação com a qual ganhou muitos privilégios através dos anos, tornando-se membro da Liga Hanseática no século XV. Wesel era a segunda cidade mais importante do ducado, atrás apenas de Colônia como entreposto comercial na região do Baixo-Reno.

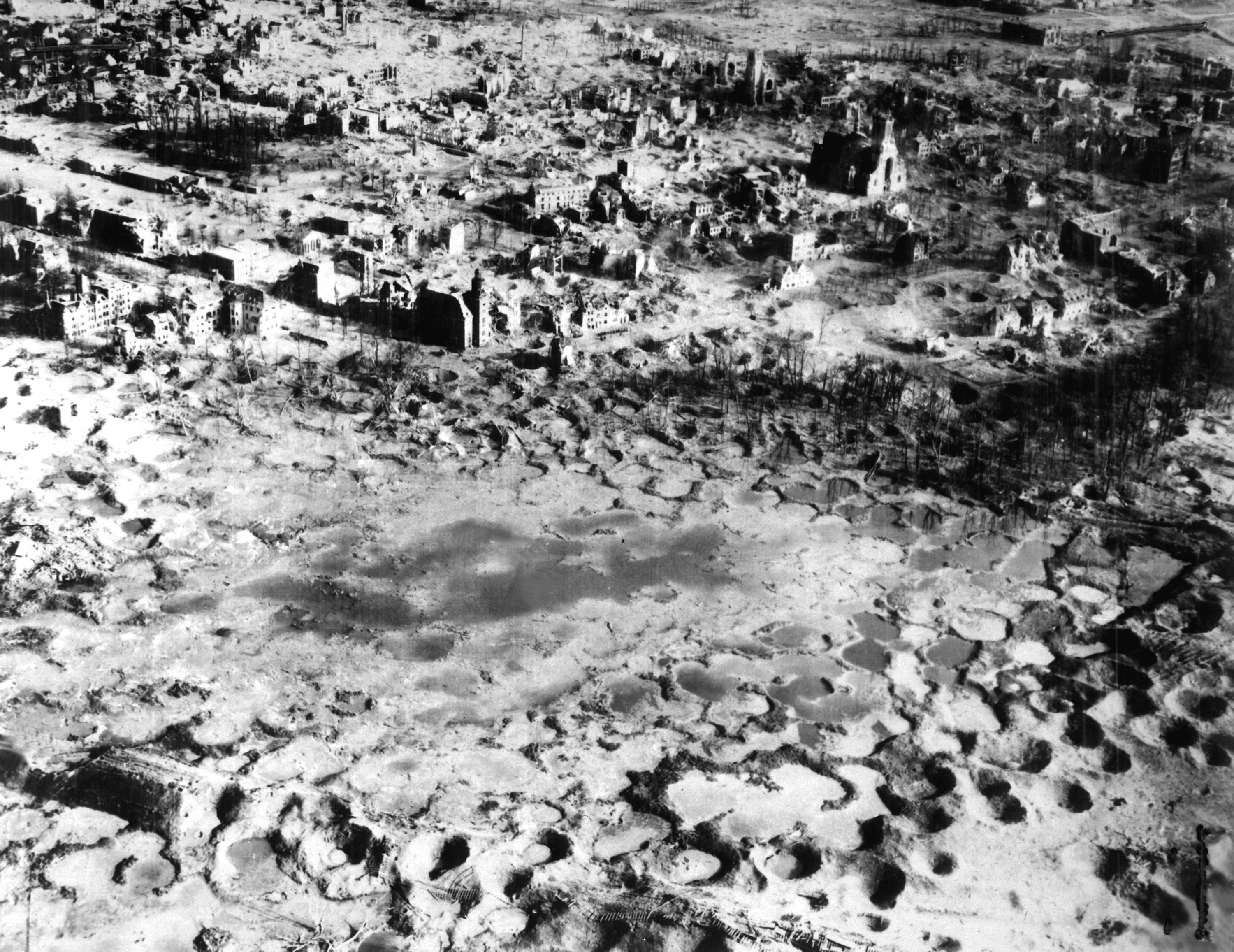
Wesel, 1945.

Durante a II Guerra Mundial, a cidade tornou-se alvo dos bombardeios Aliados, principalmente por sua capacidade como estação ferroviária estratégica. Em fevereiro de 1945 Wesel sofreu um ataque aéreo maciço e foi quase totalmente destruída. As pontes sobre o Reno e o Lippe foram explodidas pela própria Wehrmacht. Em 23 de março, ela ficou sob fogo de 3.000 canhões quando foi novamente bombardeada como parte dos preparativos do avanço final das tropas norte-americanas sobre a região, tendo 97% de seu espaço físico transformado em ruínas no combate corpo-a-corpo que se instalou na cidade até ser finalmente tomada pelas tropas aliadas.